# دانیلو زانا
دانیلو زانا (متولد ۱۵ آوریل ۱۹۸۲) سرآشپز، مجری تلویزیونی و اداره‌کنندهٔ رستوران اهل ایتالیا است که در کشور ترکیه سکونت دارد. او از سال ۲۰۱۹ تاکنون به‌عنوان داور در برنامهٔ واقع‌نمای «مسترشف ترکیه» فعالیت می‌کند.

## زندگی و حرفه

### سال‌های اولیه
دانیلو زانا در ۱۵ آوریل ۱۹۸۲ در شهر پراتو، واقع در منطقهٔ توسکانی ایتالیا، از پدر و مادری ایتالیایی به نام‌های آرماندو زانا و امیلیا زانا متولد شد. او در محیطی خانوادگی رشد یافت که آشپزی در آن نه‌تنها یک فعالیت روزمره، بلکه بخشی از سنت و حرفهٔ خانوادگی به‌شمار می‌رفت. همین زمینهٔ خانوادگی موجب شد تا زانا از سنین پایین به دنیای آشپزی علاقه‌مند شود و آن را به‌عنوان مسیر حرفه‌ای خود انتخاب کند.
برای تقویت مهارت‌های آشپزی، زانا با سرآشپزهای برجستهٔ ایتالیایی همکاری کرد و به‌طور تخصصی در زمینهٔ غذاهای سنتی و منطقه‌ای ایتالیا آموزش دید. این تجربه‌ها به او امکان داد تا نه‌تنها تکنیک‌های کلاسیک آشپزی ایتالیایی را بیاموزد، بلکه درک عمیقی از تنوع فرهنگی و طعم‌های غنی آشپزی ایتالیا به‌دست آورد. این پایهٔ فنی و فرهنگی، بعدها نقش مهمی در موفقیت حرفه‌ای او در سطح بین‌المللی ایفا کرد.

### زندگی در ترکیه
زانا که به آشپزی ترکی علاقه‌مند بود، با هدف پیگیری حرفه‌ای این علاقه، از ایتالیا به ترکیه مهاجرت کرد. پس از استقرار در ترکیه، رستورانی با محوریت ترکیب غذاهای ایتالیایی و ترکی افتتاح نمود که بازتابی از تلاش او برای پیوند میان دو فرهنگ غذایی بود. این رستوران به‌عنوان بستری برای معرفی سبک آشپزی او و تعامل با ذائقهٔ محلی عمل کرد.
در ادامهٔ مسیر حرفه‌ای خود، زانا وارد عرصهٔ رسانه شد و فعالیت در برنامه‌های تلویزیونی را آغاز کرد. نخستین حضور او در قاب تلویزیون به برنامه‌ای با عنوان «زاهیده ایله حیاتا یِتیش» بازمی‌گردد، جایی که به‌عنوان دستیار سرآشپز ایفای نقش می‌کرد. این تجربه، نقطهٔ آغاز شهرت رسانه‌ای او در ترکیه بود و زمینه‌ساز حضورهای بعدی‌اش در برنامه‌های آشپزی و سرگرمی شد.
دانیلو زانا با برنامهٔ آشپزی «İtalyan İşi» که خود آن را طراحی و اجرا کرده بود، به شهرت گسترده‌ای دست یافت. این برنامه از شبکهٔ تلویزیونی «پلانت مطبخ» پخش می‌شد و تمرکز آن بر معرفی غذاهای سنتی ایتالیایی، تکنیک‌های آشپزی و فرهنگ غذایی این کشور بود. زانا در این برنامه با سبک اجرایی پرانرژی و دانش تخصصی خود، توانست مخاطبان زیادی را جذب کند و جایگاه خود را به‌عنوان چهره‌ای شناخته‌شده در رسانه‌های ترکیه تثبیت نماید.
افزون بر فعالیت‌های تلویزیونی، زانا در مؤسسهٔ آشپزی استانبول وابسته به دانشگاه خادیر خاص نیز به‌صورت حرفه‌ای مشغول به کار شد. او در این مرکز، که به بررسی و آموزش فرهنگ رستورانی کشورهای مختلف در ترکیه می‌پردازد، به آموزش و توسعهٔ غذاهای ایتالیایی پرداخت. همکاری او با این مؤسسه نه‌تنها به ارتقای سطح آموزش آشپزی ایتالیایی در ترکیه کمک کرد، بلکه بستری برای تبادل فرهنگی میان دو سنت آشپزی متفاوت فراهم ساخت.
پس از تعطیلی شبکهٔ پلانت مطبخ، دانیلو زانا فعالیت تلویزیونی خود را با حضور در برنامهٔ «Elin Oğlu» که از شبکهٔ ATV پخش می‌شد، و همچنین برنامهٔ «Lezzetin Şarkısı» که از شبکهٔ NTV روی آنتن می‌رفت و اجرای آن را شخصاً بر عهده داشت، ادامه داد. زانا از سال ۲۰۱۹ تاکنون یکی از اعضای هیئت داوران برنامهٔ «مسترشف ترکیه» است که فصل جدید آن از شبکهٔ TV8 پخش می‌شود. او در سال ۲۰۱۲ با توگچه دمیربیلک ازدواج کرد و این ازدواج در تاریخ ۱۵ دسامبر ۲۰۲۱ به طلاق انجامید.
در 10 ژانویه 2022، او شعبه‌ای از رستوران ایتالیایی فیلو دِ اولیو را در ازمیر ترکیه افتتاح کرد و مرت آتش دورکان، که در فصل 5 برنامه‌ی «مستر شف ترکیه» شرکت کرده بود، و کمی بعد، صفانور بول از همان فصل را به تیم آشپزی خود جذب کرد. مدتی پس از فعالیت در برنامهٔ مسترشف ترکیه، دانیلو زانا کان نویانالپان را که یکی از شرکت‌کنندگان فصل ششم این مسابقه بود، به تیم آشپزی خود جذب کرد. این همکاری، بخشی از روند زانا در حمایت از استعدادهای نوظهور آشپزی در ترکیه به‌شمار می‌رود و نشان‌دهندهٔ پیوند میان رقابت‌های تلویزیونی و فرصت‌های حرفه‌ای در دنیای واقعی آشپزی است. نویانالپان که در فصل ششم مسترشف ترکیه حضور داشت، با مهارت‌های خود توجه داوران را جلب کرده بود و پیوستن او به تیم زانا، گامی مهم در مسیر حرفه‌ای‌اش محسوب می‌شود.
زانا همچنین مجری نسخهٔ ترکی برنامهٔ «مسترشف جونیور» بوده است که از سال ۲۰۲۱ از طریق پلتفرم Exxen پخش می‌شود. از سال ۲۰۲۴، او همچنان یکی از سه داور اصلی برنامهٔ «مسترشف ترکیه» است و در کنار دیگر داوران، در ارزیابی شرکت‌کنندگان این رقابت آشپزی نقش دارد.